# IC 553
IC 553 је спирална галаксија у сазвјежђу Хидра која се налази на листи објеката дубоког неба у Индекс каталогу.
Деклинација објекта је - 5° 26' 7" а ректасцензија 9h 40m 45,0s. Привидна величина (магнитуда) објекта IC 553 износи 13,7 а фотографска магнитуда 14,6. IC 553 је још познат и под ознакама MCG -1-25-16, PGC 27625.